# Archeologické naleziště Pafos
Archeologické naleziště Pafos (řecky Αρχαιολογικοί χώροι της Πάφου, anglicky Paphos Archaeological Park) je archeologické naleziště ve městě Pafos v distriktu Pafos na pobřeží Středozemního moře na Kypru.

## Historie a popis
Archeologické naleziště Pafos zahrnuje větší část významného starověkého řeckého a římského města Pafos. Je stále předmětem archeologických výzkumů a nachází se v části pobřežního města Nea Pafos (Nový Pafos). Památky pocházejí z období pravěku až středověku. K nejvýznamnějším dosud objeveným nálezům patří čtyři velké římské vily:
- Dionýsův dům se zachovalou oblázkovou mozaikovou podlahou,
- Aionův dům se zachovalou oblázkovou mozaikovou podlahou,
- Théseův dům se zachovalou oblázkovou mozaikovou podlahou,
- Orfeův dům se zachovalou oblázkovou mozaikovou podlahou.

Kromě domů byly objeveny další budovy např. odeon, amfiteátr, nekropole, agora, křesťanský kostel, vyhlídky, hrad aj. V roce 1980 byl celý komplex zapsán na Seznam světového dědictví UNESCO. V areálu se také nachází maják Pafos.
Vstup je zpoplatněn.

## Galerie

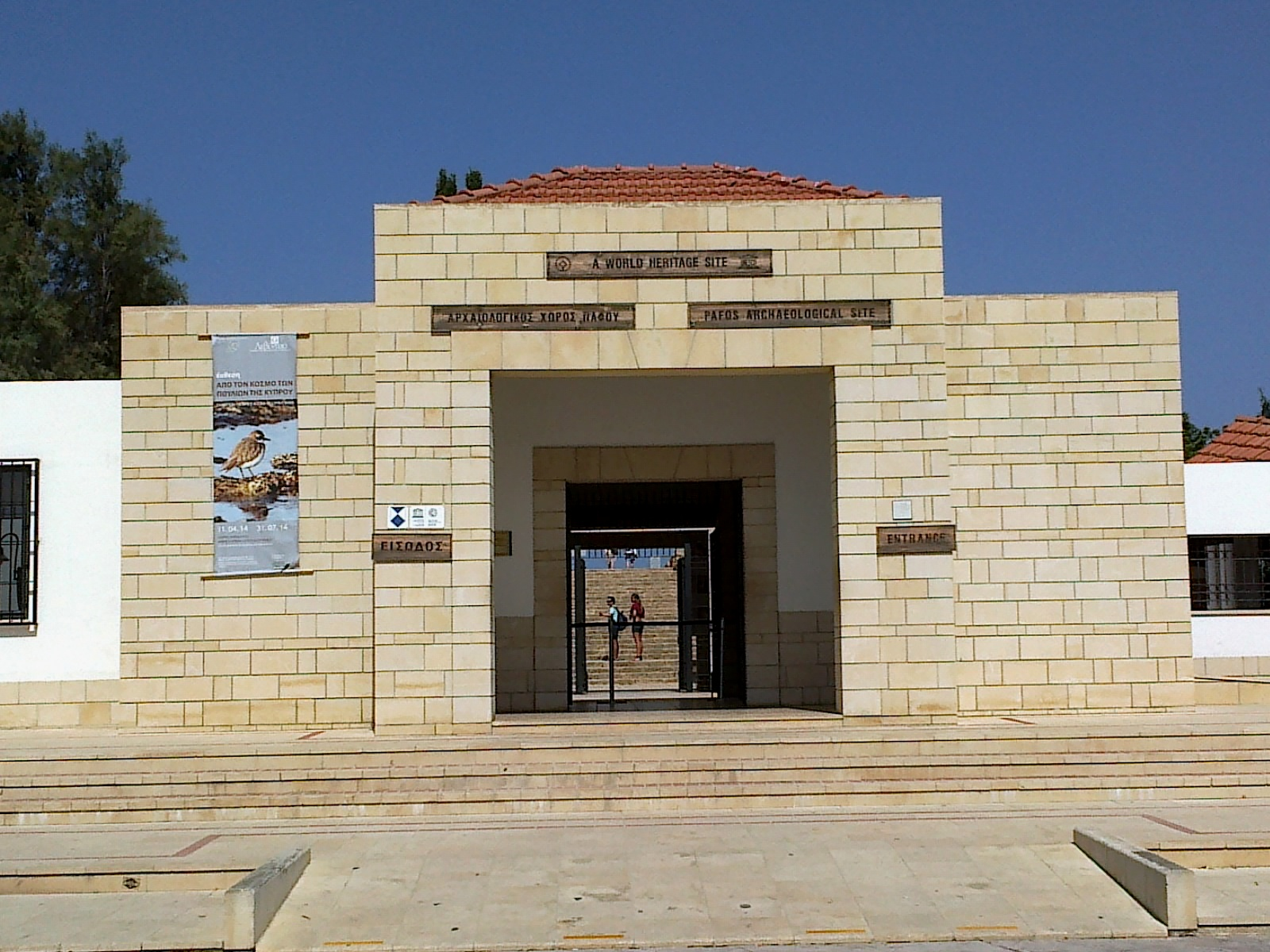
Vstup do muzea
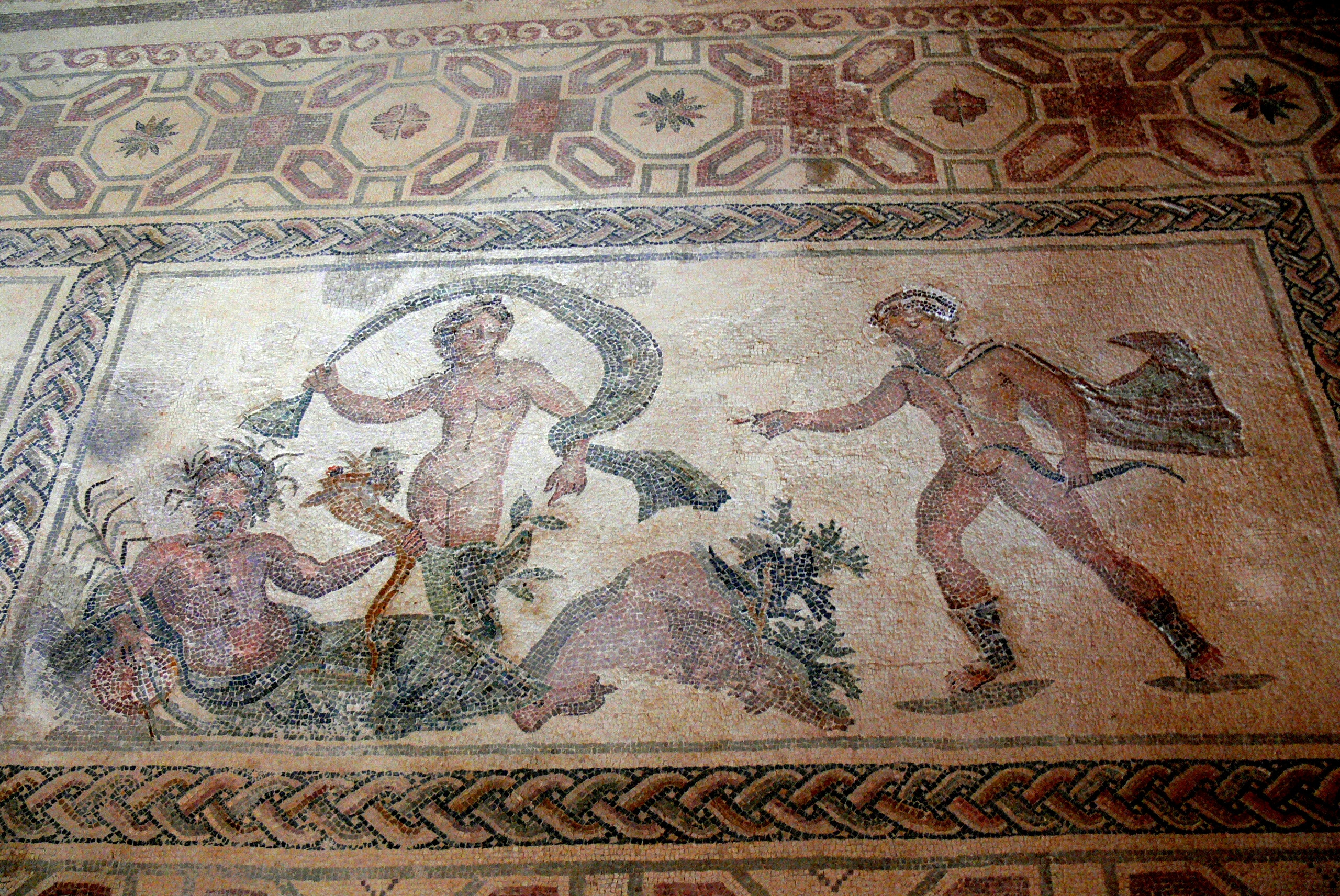
House of Dionysos
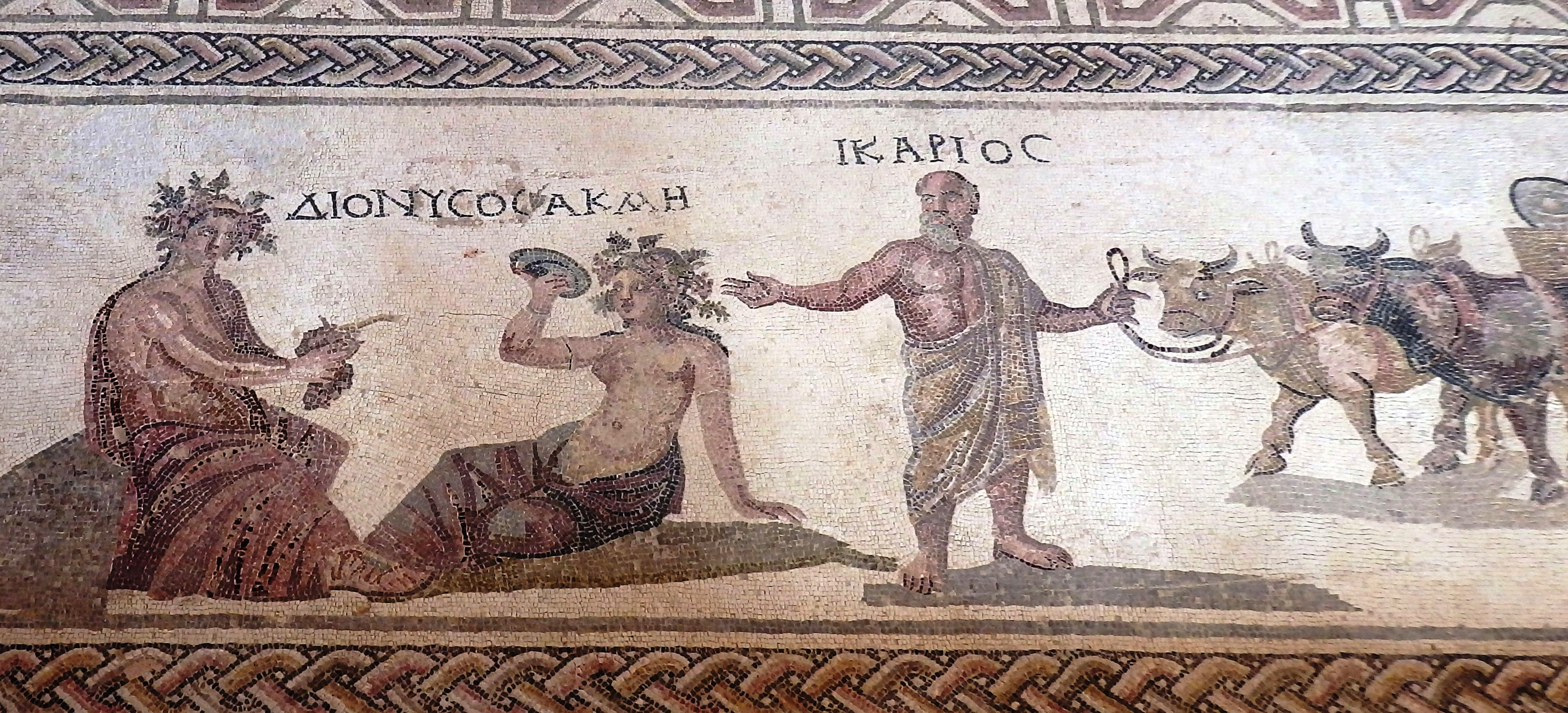
House of Dionysos
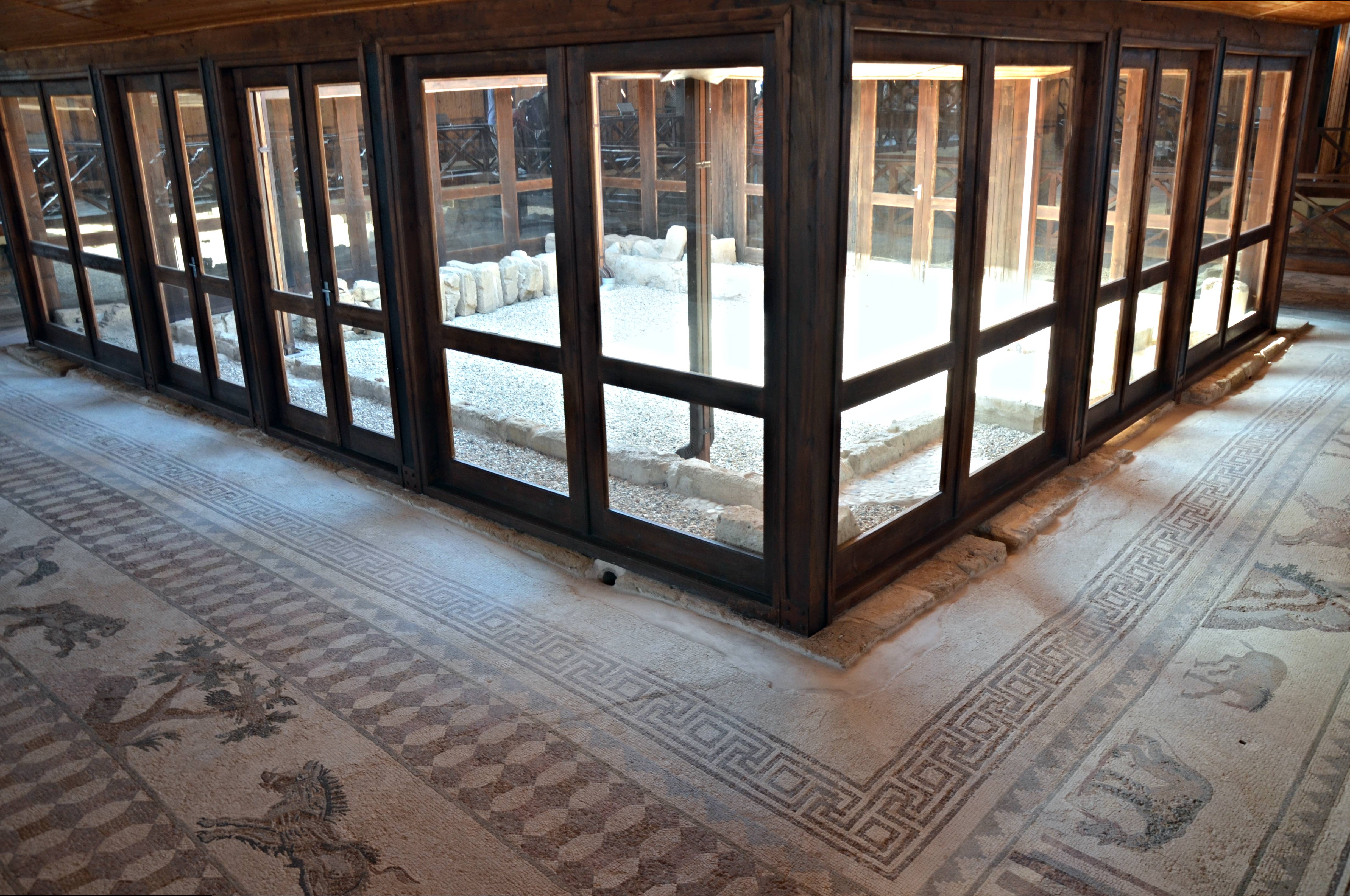
House of Dionysos
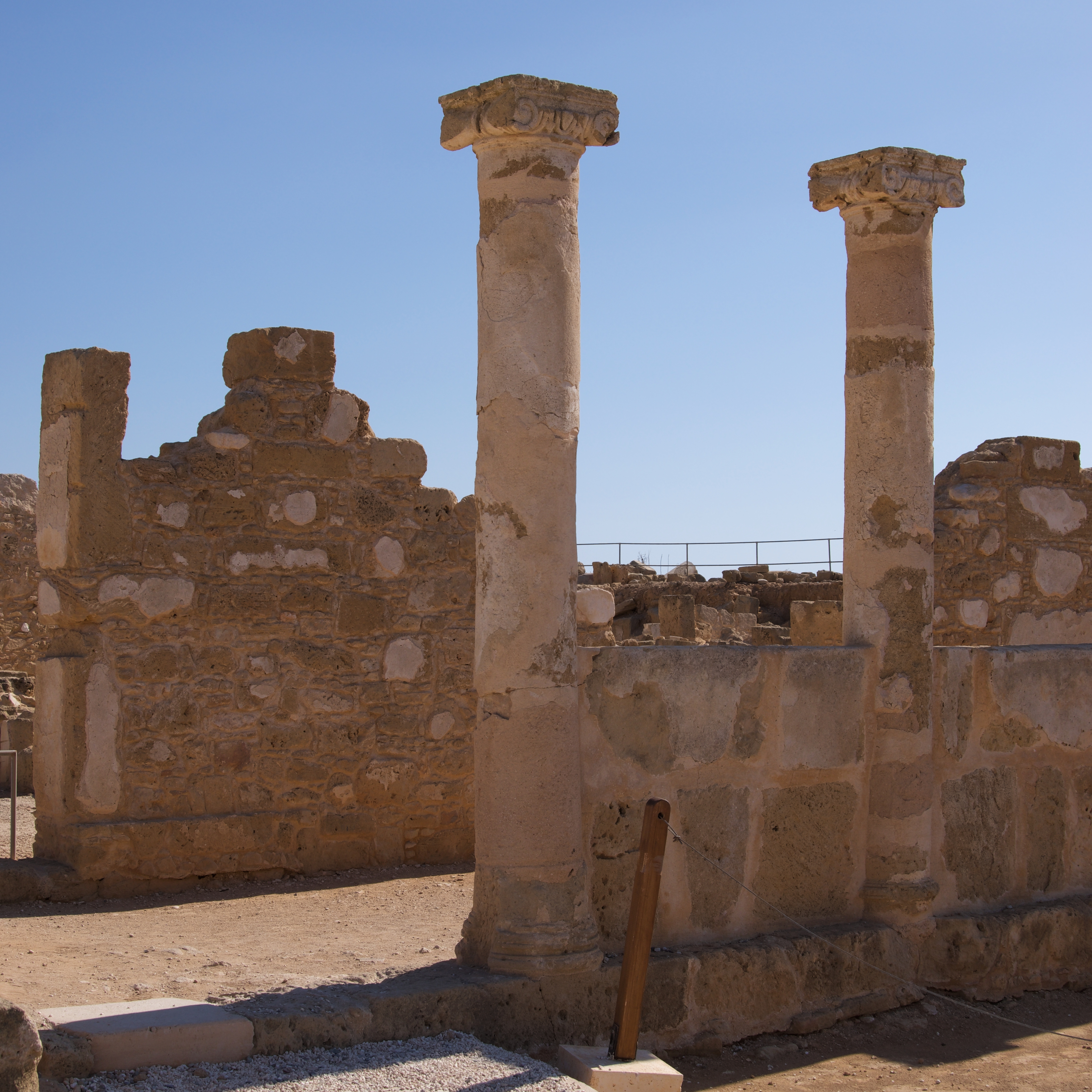
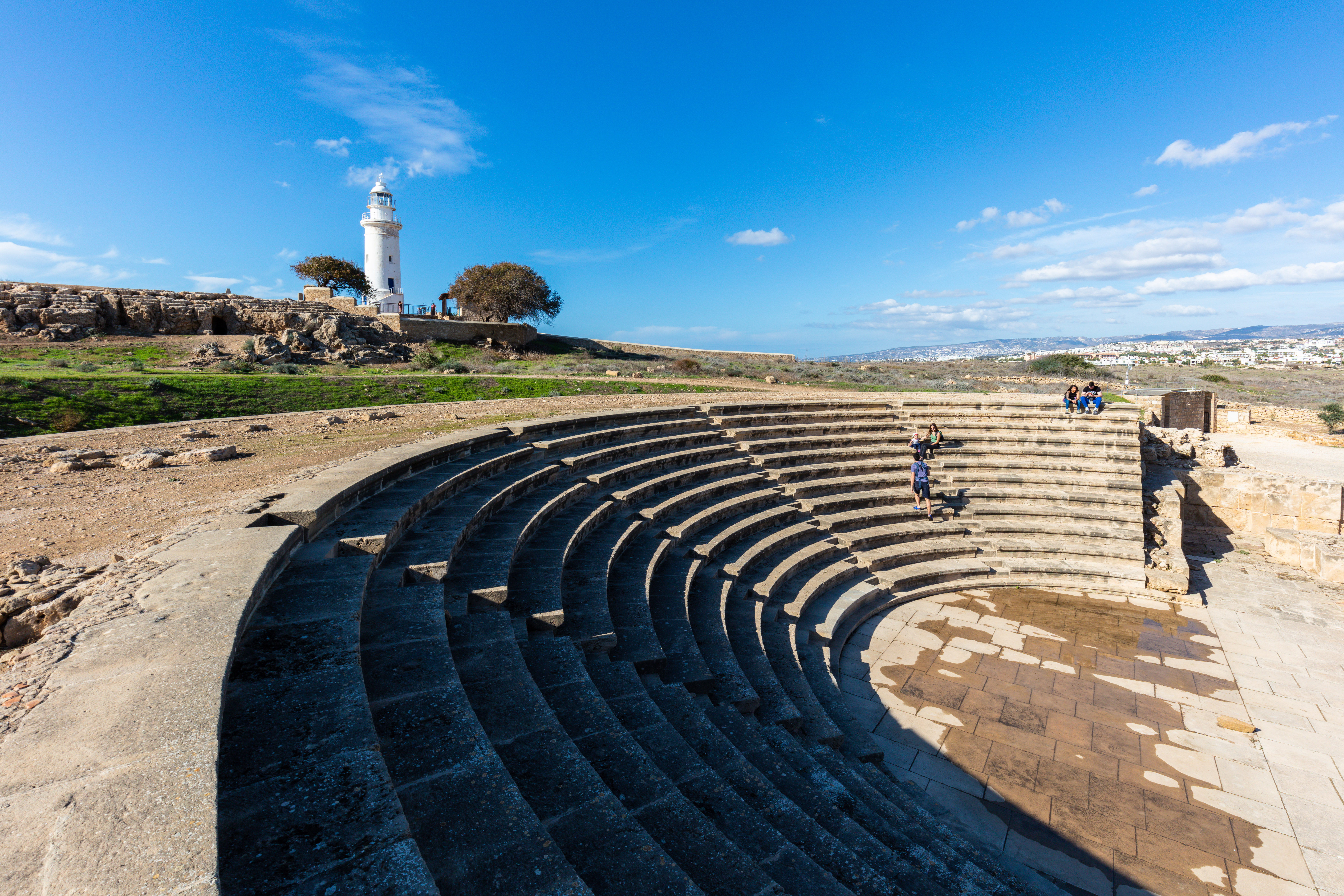
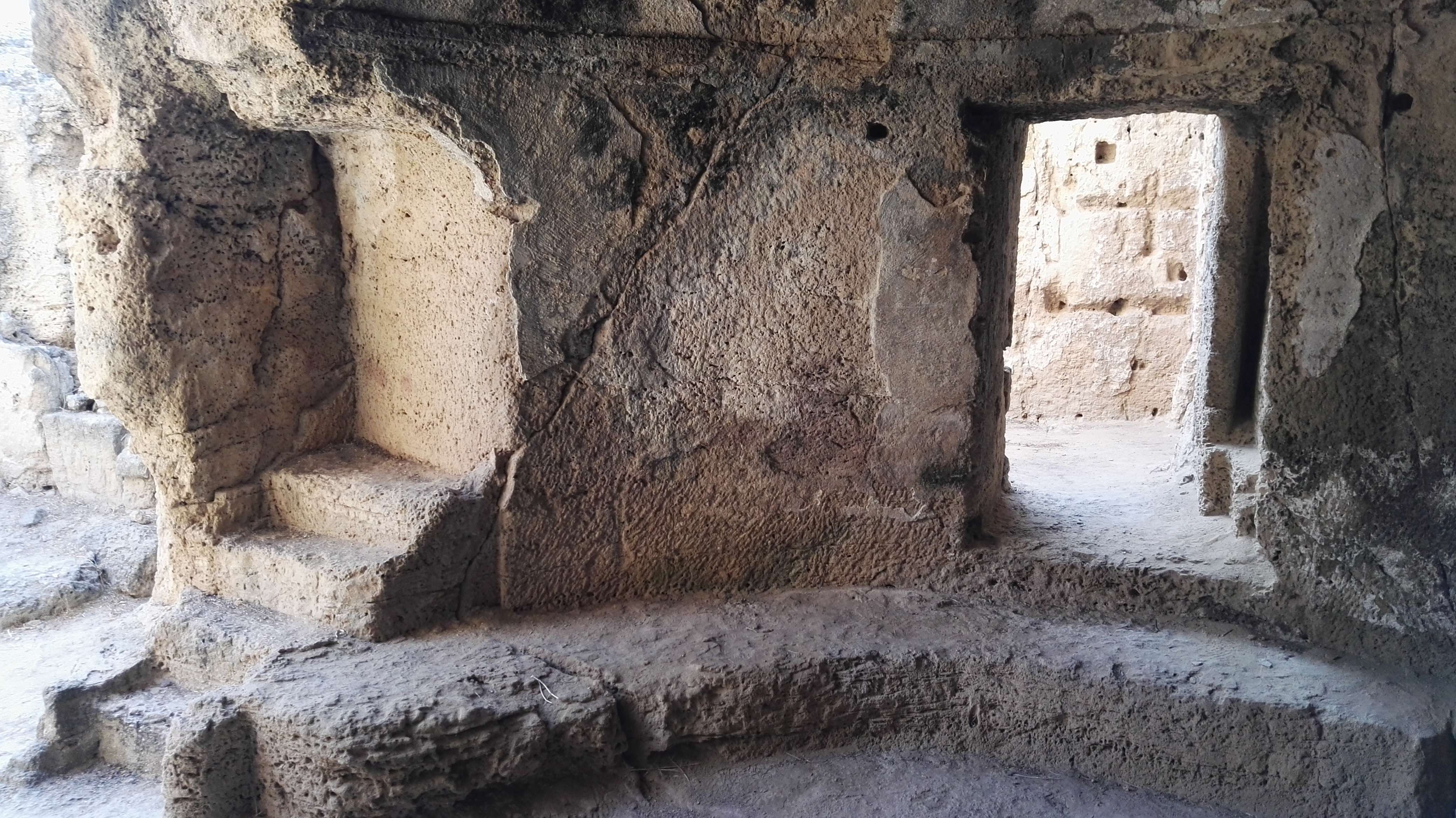
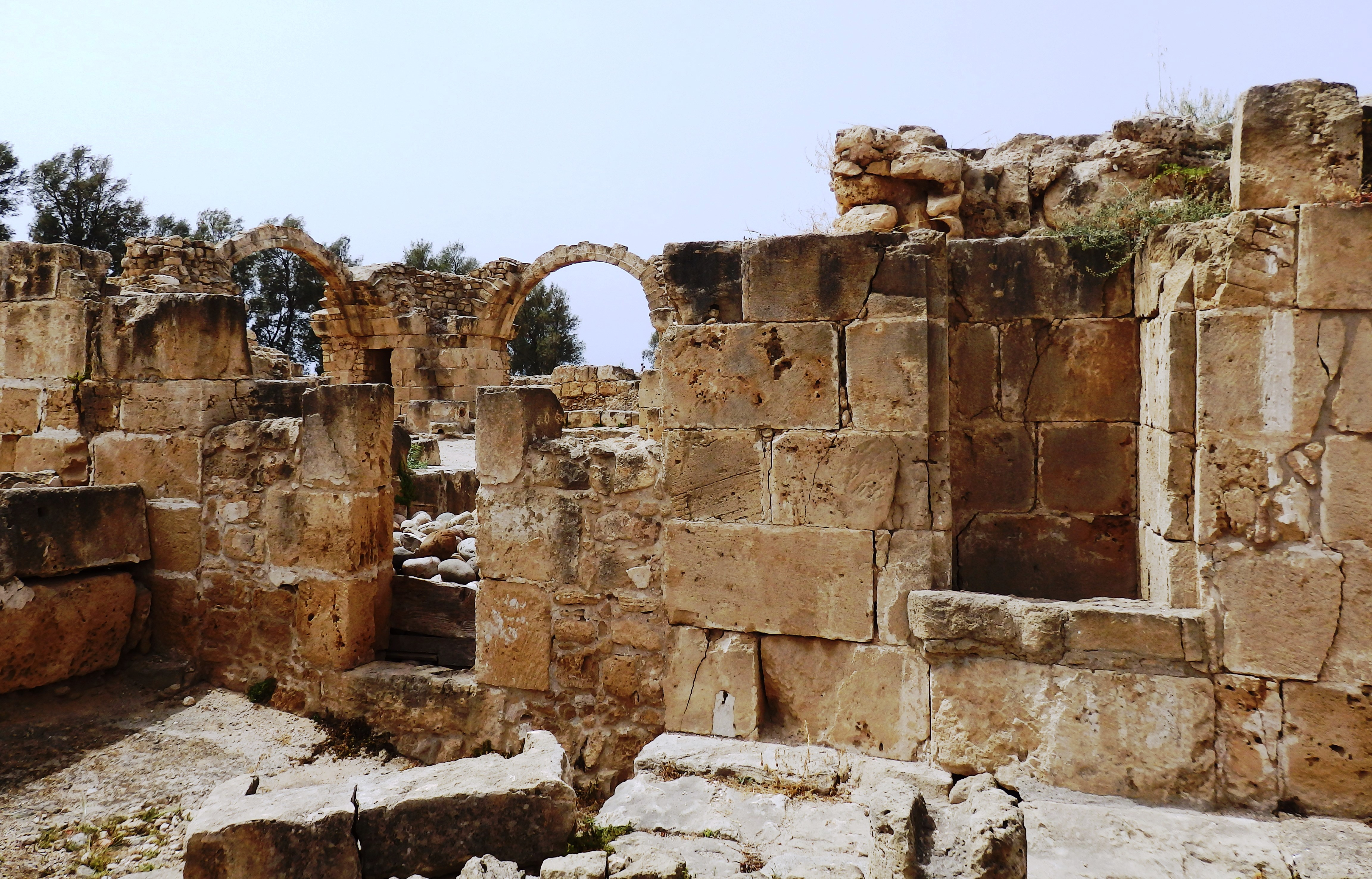